# Eva-Maria Poptcheva
Eva-Maria Poptcheva (en bulgare : Ева-Мария Попчева), née le 17 octobre 1979, est une femme politique bulgare et espagnole. Elle est députée européenne du 15 septembre 2022 au 15 juillet 2024, en remplacement de Luis Garicano.

## Biographie
Née en Bulgarie, elle est diplômée en droit de l'université de Fribourg-en-Brisgau et titulaire d'un doctorat en droit constitutionnel de l'université autonome de Barcelone. Elle travaille comme avocate en Allemagne et en Espagne, puis devient fonctionnaire au Parlement européen, où elle dirige le département des affaires législatives.
Aux élections de 2019, elle est candidate au Parlement européen au nom de Ciudadanos. Elle prend le mandat de députée de la 9e législature en septembre 2022, en remplacement de Luis Garicano, démissionnaire.

## Œuvres
- (en) Multilevel citizenship : the right to consular protection of EU citizens abroad (2014)  (ISBN 978-2875741684)
- (en) Disenfranchisement of EU citizens resident abroad : situation in national and European elections in EU Member States : in-depth analysis (2015)